# Cavalerul rozelor
Cavalerul Rozelor (în limba germană Der Rosenkavalier) este o operă în trei acte de Richard Strauss, după un libret de scriitorul austriac Hugo von Hofmannsthal.
Premiera operei a avut loc la “Hofoper” (azi “Semperoper”) din Dresda, în ziua de 26 ianuarie 1911, sub bagheta dirijorului Ernst von Schuch.
Acțiunea se desfășoară în cercurile aristocratice din Viena, în jurul anului 1740, în primii ani de guvernare a împărătesei Maria Terezia a Austriei.
Durata operei: cca 220 minute.

## Personajele principale
- Mareșala prințesă von Werdenberg (soprană)
- Baronul Ochs auf Lerchenau (bas)
- Contele Octavian Rofrano, numit Quinquin, tânărul amant al prințesei von Werdenberg (mezzo-sopran)
- Faninal, un bogat proaspăt înnobilat (bariton)
- Sophie, fiica sa (soprană)
- Marianne, dama ei de companie (soprană)
- Valzacchi, un intrigant (tenor)

## Acțiunea operei
Opera începe in dormitorul Mareșalului von Werdenberg, unde prințesa de 32 de ani a petrecut o noapte de pasiune alături de tânărul conte de 17 ani Octavian Rofrano. Prințesa știe că acesta va cauta curând o iubită mai tânără. Îl trimite de aceea pe tânărul Octavian într-o misiunea specială: să ducă un trandafir de argint unei tinere pe nume Sophie, din partea Baronului Ochs auf Lerchenau. Așa cum era de așteptat, cei doi adolescenți se îndrăgostesc imediat. Furios, Faninal (tatăl tinerei fete) îi poruncește să plece la mănăstire, dar Octavian, decis să o ia de nevastă, pune la punct un plan pentru a-l discredita pe baron. Abia la final cei doi vor ajunge împreună, după multe întâmplări și aventuri amuzante.